# Litierses
En la mitología griega, Litierses era hijo del rey Midas. Acostumbraba a proponer a los extranjeros que trabajasen para él o que compitiesen con él en la siega. Si se negaban los mataba, si aceptaban los mataba cuando terminaba la jornada o bien los obligaba a luchar contra él. Heracles cuando era esclavo de Ónfale pasó por sus tierras y lo mató. Algunas leyendas cuentan que lo hizo para liberar a un esclavo de Litierses, el pastor Dafnis, que había sido atrapado mientras recorría el mundo en busca de su amada Pimplea.
Según la Ilíada (V, 860), el hijo de Midas era Litierses. A pesar de esto, en algunas variantes del mito, Midas tuvo una hija, Zoë.
Los cosechadores de Frigia acostumbraban a celebrar en su memoria una canción de la cosecha que tenía el nombre de Litierses. La canción era, según una tradición, una parodia del lamento cantado por la gente del Mar Negro a Bormos, hijo de un hombre adinerado.